# Tibellus minor
Tibellus minor är en spindelart som beskrevs av Roger de Lessert 1919. Tibellus minor ingår i släktet Tibellus och familjen snabblöparspindlar. Inga underarter finns listade i Catalogue of Life.